# Life Wasted
«Life Wasted» (укр. Марно втрачене життя) — пісня американського рок-гурту Pearl Jam, другий сингл з альбому Pearl Jam (2006).

## Історія створення
Едді Веддер написав цю пісню після смерті близького друга Джоні Рамона. Він часто був вдома у Рамона, разом з Джоном Фрушанте, Робом Зомбі та Вінсентом Ґалло; вони разом слухали музику та дивились записи виступів. «Ми були студентами Джонні Рамона, і поєднані назавжди» — згадував Веддер.
Гітарист Ramones помер 15 вересня 2004 від раку, а через місяць Pearl Jam розпочали роботу над студійною платівкою. Веддер зізнавався, що після похорону Рамона він відчув, що життя — це справжній подарунок, його треба цінувати, і намагався відтворити це почуття в тексті пісні: «Я побачив це, марно втрачене життя. І я не збираюсь повертатись».
Музику до пісні написав гітарист Pearl Jam Стоун Ґоссард. Швидка композиція починається с гітарного вступу, схожого на пісні AC/DC, і продовжується потужними павер-акордами. Пісня відкриває альбом і є першою зі списку з п'яти агресивних «рок-бойовиків», серед яких «World Wide Suicide», «Comatose», «Severed Hand» та «Marker in the Sand».

## Вихід пісні
«Life Wasted» увійшла до студійного альбому Pearl Jam, який вийшов 2 травня 2006 року. Вона стала другим синглом з альбому після «World Wide Suicide». На зворотніий стороні семидюймової платівки було опубліковано концерту версію пісні «Come Back». «Life Wasted» не стала настільки ж успішною, як попередній сингл, що очолив хіт-парад Billboard Modern Rock, проте піднялась на 10 місце в цьому чарті, та на 13 позицію — в Mainstream Rock.
Музичне відео на пісню «Life Wasted» вийшло 19 травня 2006 року і було опубліковано під ліцензією Creative Commons. На думку креативного директора Creative Commons Еріка Стюера, це відео стало першим кліпом від великого лейблу, що вийшло за подібною ліцензією, яка дозволяє його розповсюдження у некомерційних цілях.

## Довідкові дані

### Список пісень на синглі
1. «Life Wasted» (Веддер, Ґоссард) — 3:52
2. «Come Back (Live)» (Веддер, Маккріді) — 5:18

### Місця в хіт-парадах
| Хіт-парад (2006)                    | Найвища позиція |
| ----------------------------------- | --------------- |
| США (Alternative Songs) (Billboard) | 10              |
| США (Mainstream Rock) (Billboard)   | 13              |
| Canada Rock (Billboard)             | 8               |
| Польща (Polish Airplay Top 100)     | 11              |